# Evangelische Kirche (Enzheim)

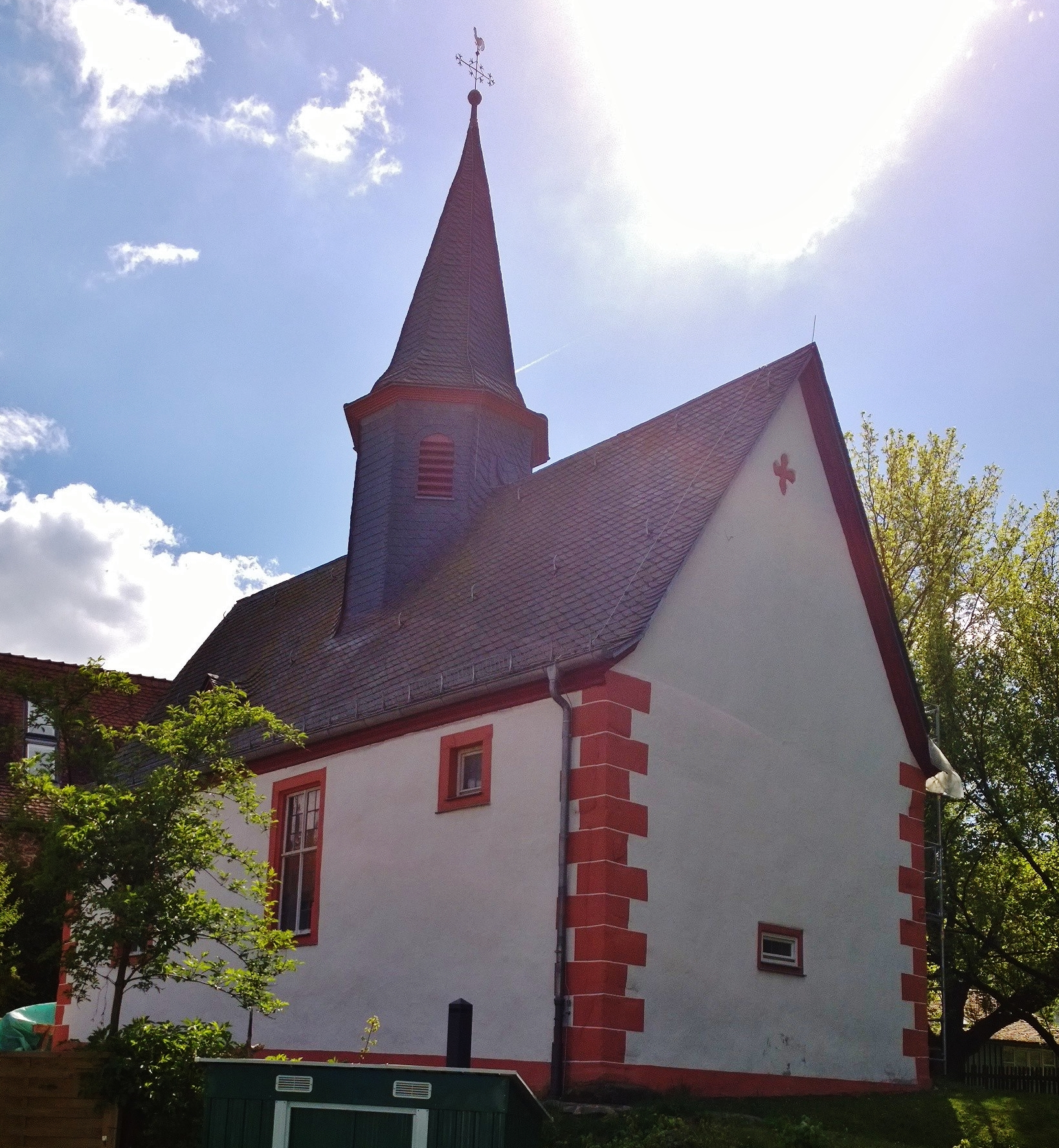
Evangelische Kirche (Enzheim)

Die Evangelische Kirche Enzheim ist ein denkmalgeschütztes Kirchengebäude, das in Enzheim steht, einem Ortsteil der Gemeinde Altenstadt im Wetteraukreis in Hessen. Die Kirchengemeinde gehört zum Dekanat Büdinger Land der Propstei Oberhessen der Evangelischen Kirche in Hessen und Nassau.

## Beschreibung
Die Kirche wurde 796 erstmals erwähnt. Die Saalkirche mit einem gerade geschlossenen Chor im Westen geht im Kern auf das 14. Jahrhundert zurück. Sie erhielt 1777 ihre heutige Gestalt, wie am Portal im Osten zu lesen ist. An den Ecken wurden Spolien des romanischen Vorgängerbaus vermauert. Aus dem Satteldach des Kirchenschiffs erhebt sich in der Mitte ein achteckiger, mit einem spitzen Helm bedeckter Dachreiter, der hinter den Klangarkaden den Glockenstuhl beherbergt. Die Kirchenglocke wurde sowohl im Ersten als auch im Zweiten Weltkrieg eingeschmolzen. Erst 1953 wurde wieder eine Glocke aufgehängt. Aus der zweiten Hälfte des 18. Jahrhunderts stammt auch die Kirchenausstattung, zu der ein Kanzelaltar gehört. Die Emporen befinden sich an drei Seiten. Die 1842 von Friedrich Wilhelm Bernhard gebaute Orgel mit 6 Registern, einem Manual und einem Pedal steht auf der Empore über der Sakristei.